# Mauro-Giuseppe Lepori
Mauro-Giuseppe Lepori O.Cist., né le 18 mars 1959 à Lugano, dans le canton du Tessin en Suisse, est un moine cistercien, 59e père-abbé de l'abbaye d'Hauterive et le 12e abbé général de l'ordre cistercien de la commune observance depuis 2010.

## Biographie
Mauro-Giuseppe Lepori naît le 8 mars 1959 à Lugano. Il vit son enfance dans la commune de Canobbio. Après avoir achevé le lycée, il rejoint l'université de Fribourg où il obtient une licence en achevant des études de philosophie en 1982. Deux ans plus tard, en 1984, il rejoint l'abbaye d'Hauterive. Après son noviciat, il prononce les vœux monastiques le 17 mai 1986 et fait sa profession solennelle en 1989. Une année plus tard, il achève des études en théologie, aussi à l'université de Fribourg et est ordonné prêtre le 10 juin 1990,.
Le 16 mai 1994, il est élu père-abbé et il reçoit la bénédiction abbatiale le 29 juin 1994. Il devient alors le 59e père-abbé de l'abbaye en succédant à Bernhard Kaul. Il choisit pour devise abbatiale : « Caritas Christi omnia » qui se traduit en français par « L'amour du Christ pour tous ».
En 2005, il devient membre du Conseil de l'Abbé Général et du Synode de l'Ordre à Rome. Le 2 septembre 2010, il est élu 12e abbé général de l'Ordre Cistercien et succède au T.R.P. Mauro-Daniel Esteva y Alsina. Il s'installe à Rome et Marc de Pothuau lui succède à Hauterive,.
En novembre 2020, il est proposé, par le pape François, parmi trois candidats, afin d'être élu évêque de Coire par les chanoines du diocèse. Mais ceux-ci rejettent les trois candidats, dont Mauro-Giuseppe Lepori.
Le 10 octobre 2022, il est réélu pour un 2e mandat de dix ans.

## Publications
- Mauro-Giuseppe Lepori (trad. de l'italien par Marie-Thérèse Ferracci), Simon appelé Pierre : sur les pas d'un homme à la suite de Dieu, Lyon, Parole et Silence, coll. « Spiritualité cistercienne », 23 août 2007, 133 p., 21 × 14 cm (ISBN 978-2-84573-934-5, présentation en ligne)

## Sources
- (de) Cet article est partiellement ou en totalité issu de l’article de Wikipédia en allemand intitulé « Mauro-Giuseppe Lepori » (voir la liste des auteurs).

- (it) Cet article est partiellement ou en totalité issu de l’article de Wikipédia en italien intitulé « Mauro Lepori » (voir la liste des auteurs).